# Nadja Kleinikel
Nadja Kleinikel (* 7. Mai 1991 in Dormagen als Nadja Pfeiffer) ist eine ehemalige deutsche Fußballspielerin.

## Karriere
Kleinikel wechselte aus der Jugend des VdS Nievenheim zum FCR 2001 Duisburg, mit dessen B-Juniorinnen sie 2007 nach einem 1:0-Finalsieg gegen FC Bayern München deutsche Meisterin wurde. In ihrem ersten Seniorenjahr spielte sie für die zweite Mannschaft Duisburgs in der 2. Bundesliga, von wo aus sie zur Saison 2009/10 zum Bundesligisten SC 07 Bad Neuenahr wechselte. Am 31. Oktober 2009 kam sie zu ihrem ersten Bundesligaeinsatz, als sie im Spiel gegen ihren ehemaligen Verein FCR 2001 Duisburg für Ramona Petzelberger eingewechselt wurde. Zur Saison 2010/11 wechselte sie zum Regionalligisten Borussia Mönchengladbach, der zum Ende der Saison in die 2. Bundesliga aufstieg. Nach einem Jahr in Mönchengladbach wechselte Kleinikel zur Saison 2012/13 zum Ligakonkurrenten 1. FC Köln. Hier spielte sie zwei Jahre und verpasste mit dem FC jeweils knapp den Aufstieg in die Bundesliga. Zur Saison 2014/15 wechselte Kleinikel ins Ausland und unterschrieb einen Vertrag beim PSV/FC Eindhoven, der in der BeNe League, der höchsten gemeinsamen Spielklasse der Niederlande und Belgiens, spielt. In Eindhoven hatte sie ein erfolgreiches Jahr und sammelte die meiste Einsatzzeit aller Spielerinnen. Dennoch verließ sie den Verein, der sich in der Folgesaison in PSV Eindhoven umfirmierte, nach einer Saison wieder Richtung Deutschland, um wie schon 2010 zum Zweitligisten Borussia Mönchengladbach zu wechseln.
Die Saison 2015/16 verlief für Kleinikel überaus erfolgreich. Nachdem sie mit dem FC Köln zweimal knapp am Aufstieg gescheitert war, schaffte sie mit Borussia Mönchengladbach diesmal den Aufstieg in die Frauen-Bundesliga. Dabei profitierte die Borussia davon, dass der Erstplatzierte TSG Hoffenheim II nicht aufsteigen konnte, da die erste Mannschaft bereits in der ersten Liga spielt. Auch persönlich konnte sie große Erfolge erzielen. Erneut wies sie am Ende der Saison die meisten Einsatzminuten aller Spielerinnen in Pflichtspielen auf. Darüber hinaus erzielte sie trotz ihrer defensiven Rolle 16 Saisontore in der Liga und wurde damit Torschützenkönigin der zweiten Frauen-Bundesliga Süd. In der Saison 2016/17 bestritt Kleinikel die ersten zehn Saisonspiele über die volle Distanz, bis sie sich beim Spiel gegen den MSV Duisburg eine Verletzung am Knie zuzog und damit den Rest der Saison ausfiel. Im gleichen Spiel gelang ihr zuvor noch ihr erstes Bundesligator. Am Ende der Saison stieg die Borussia aus der Frauen-Bundesliga ab und wurde der Nordstaffel der zweiten Frauen-Bundesliga zugeordnet. Da sich nach über zwei Jahren Rehabilitation abzeichnete, dass eine Rückkehr in den Leistungsfußball auf Grund der schwerwiegenden Knieverletzung unmöglich sein würde, beendete Kleinikel im April 2018 offiziell ihre Karriere.

## Privat
Kleinikel studierte erfolgreich „Sport und Gesundheit in Prävention und Therapie“ an der Deutschen Sporthochschule Köln. Im September 2016 heiratete die geborene Nadja Pfeiffer und nahm den Nachnamen Kleinikel an.

## Erfolge
- 2007: Deutsche Meisterschaft der B-Juniorinnen (mit dem FCR 2001 Duisburg)
- 2016: Aufstieg in die Frauen-Bundesliga (mit Borussia Mönchengladbach)
- 2016: Torschützenkönigin zweite Frauen-Bundesliga Süd 2015/2016
- 2018: Aufstieg in die Frauen-Bundesliga (mit Borussia Mönchengladbach)